# Última (canción)
«Última» es una canción de la cantante colombiana Shakira. Fue lanzada el 22 de marzo de 2024 a través de Sony Music Latin, como un sencillo promocional de su duodécimo álbum de estudio Las mujeres ya no lloran (2024).

## Antecedentes y lanzamiento
«Última» se anunció inicialmente cuando Shakira reveló los nombres de las canciones de Las mujeres ya no lloran. La canción es una de las dos baladas de piano que forman parte del álbum, siendo la otra «Acróstico» y la última canción que escribió para el álbum. La cantante dijo que espera que sea la última canción que escribe sobre su expareja Gerard Piqué. Antes de crear la canción sintió que tenía que crearla: «Tengo que escupirla o no podré hacerlo, ya sabes, me ahogaré». Poder terminar la canción fue «un gran alivio» para ella.
El 19 de marzo, a sólo 3 días del lanzamiento del álbum, compartió un adelanto de la canción a través de sus redes sociales.
Durante una entrevista con Zane Lowe en Apple Music 1, Shakira habló de por qué «Última» es la última canción que escribe para Piqué: a pesar de la presión de su sello discográfico para terminar su disco Las mujeres ya no lloran, Shakira insistió en incluir la canción y finalmente lo grabó y mezcló en un día.

## Recepción
Basándose en el adelanto de la canción, Judith del Río de La Vanguardia calificó la canción como «el último adiós a su gran amor». Europa FM destacó cómo en la canción Shakira «demuestra que todo el dolor que [Piqué] le ha causado ha quedado definitivamente atrás». Pablo Gil de El Mundo describió la canción como una «balada de piano con eco de telenovela» y agregó que es quizás la canción más «morbosa» del disco. Thania García de Variety describió como la «confesional» canción, «Última» es una de las dos «canciones más vulnerables» del álbum junto con «Acróstico». Lucas Villa de NME enfatizó que «Shakira es una de las compositoras más prolíficas y poéticas de la música latina, y ofrece la mayor comprensión de su ruptura con Piqué en la desgarradora balada», y describe cómo «suena como si estuviera al borde de lágrimas mientras reflexiona sobre lo que salió mal» en la canción.

## Música y letra
Musicalmente, «Última» es una balada de piano. Líricamente, a pesar de que esté escrita a Gerard Piqué, es una sentida balada en la que se despide definitivamente del futbolista retirado.

## Audio
Un audio de la canción fue subido a YouTube en el canal oficial de Shakira el 22 de marzo de 2024, junto con el resto de los otros audios de las canciones del álbum Las mujeres ya no lloran.

## Videoclip
El video oficial de la canción fue lanzado durante la segunda fecha de Las mujeres ya no lloran World Tour en Ciudad de México el 22 de marzo de 2025, como celebración por el primer aniversario del lanzamiento del álbum Las mujeres ya no lloran; en este se ve a Shakira afligida durante un recorrido en el Metro de Nueva York.

## Charts
| Chart (2024)                                      | Peak position |
| ------------------------------------------------- | ------------- |
| Estados Unidos US Latin Digital Songs (Billboard) | 9             |
| Estados Unidos (Latin Pop Airplay)                | 24            |